# 帕比亞尼采
帕比亞尼采（發音：[pabʲaˈɲit͡sɛ]）是波蘭羅茲省的城市，距離省会羅茲約10公里，人口約6萬，是該省的第三大城。

## 圖集

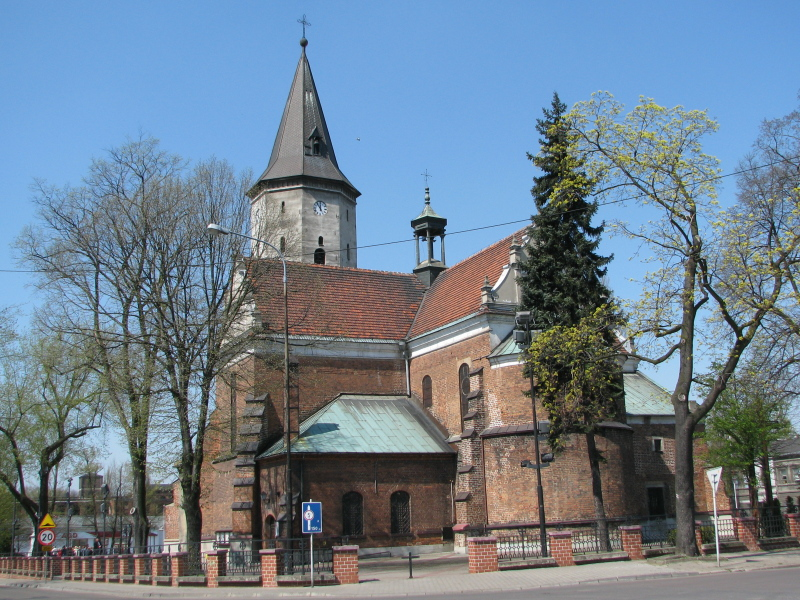
聖馬特烏什教堂（波兰语：Kościół św. Mateusza Apostoła i Ewangelisty i św. Wawrzyńca Męczennika w Pabianicach）
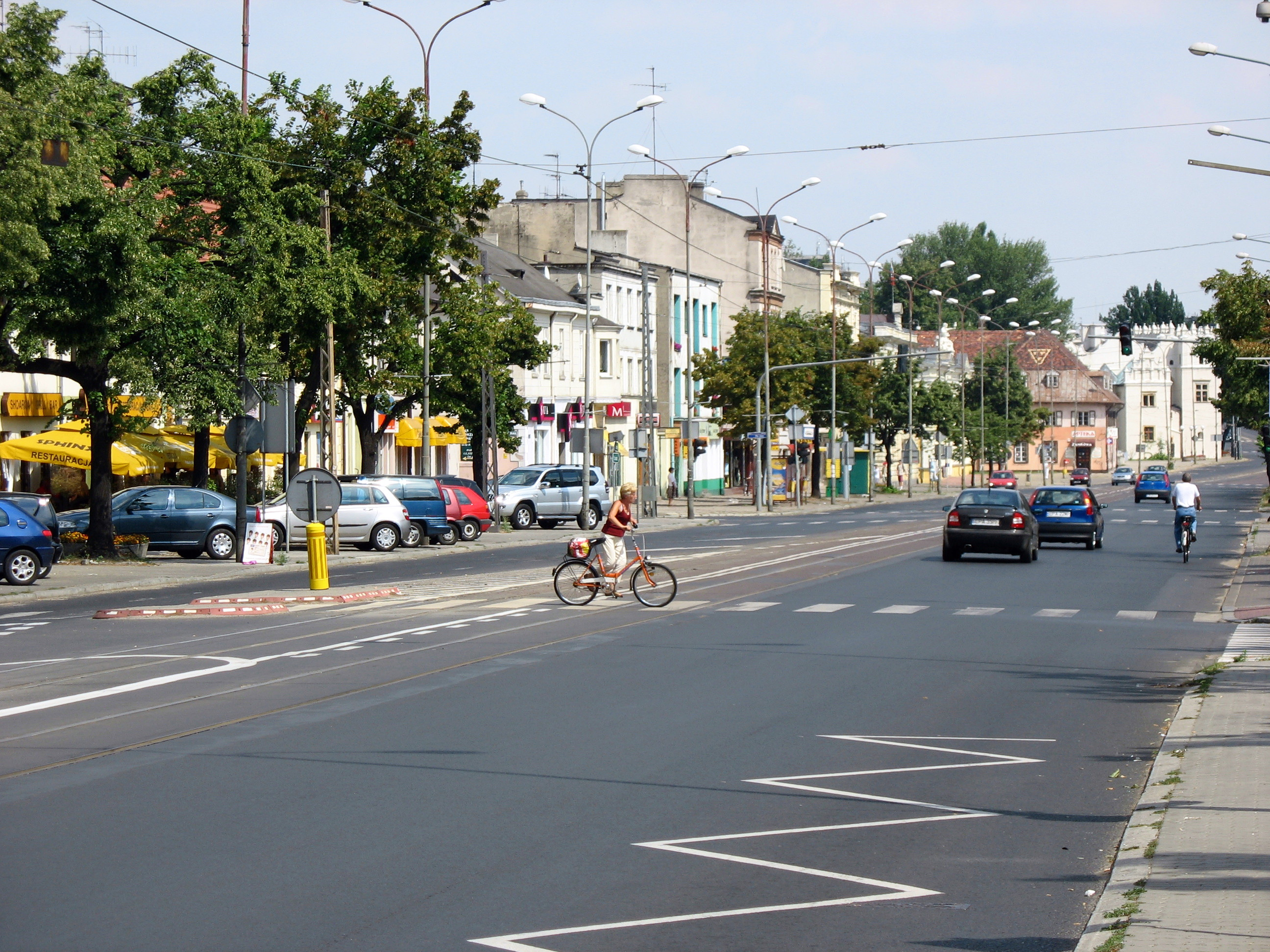
Zamkowa街